# Roberto Pereyra
Roberto Maximiliano Pereyra (ur. 7 stycznia 1991 w San Miguel de Tucumán) – argentyński piłkarz występujący na pozycji pomocnika we włoskim klubie Udinese Calcio. W latach 2014–2019 reprezentant Argentyny. Srebrny medalista Copa América 2015 oraz brązowy medalista Copa América 2019. Wychowanek River Plate.